# Tavarius Shine
Tavarius Shine (Irving, 5 maggio 1994) è un cestista statunitense.